# Vox Pop
Vox Pop foi uma banda norte-americana de power pop e pop rock, formada em 1989 por ex integrantes da banda The Rubinoos e o  baixista da banda Psycotic Pineapple, John Seabury, em Berkeley, segundo o press release em sua página oficial. Gravaram apenas um disco homônimo, lançado pela Sandbox Records em 1998. Sua formação mais conhecida ainda contava com o guitarrista Tommy Dunbar, com o vocalista e violonista Al Chan, além de Donn Spindt na bateria.

## História
De acordo com biografia de seu Myspace, em 1989 o guitarrista Tommy Dunbar havia escrito um punhado de novas músicas e resolveu chamar seus ex companheiros do The Rubinoos, Al Chan, Donn Spindt e Royse Ader para gravar umas demos em estúdio. Ao longo do processo, o baixista Royse Ader é substituído por Alan Whitman e, finalmente, pelo baixista da banda Psycotic Pineapple, John Seabury. Com a ajuda de um amigo, Marty Rudnick, gravaram um álbum entre 1989 e 1990 que foi lançado apenas em 1998. Claudio Sossi comenta sobre este lançamento que "com Jon Rubin não sendo um participante, a maior parte dos vocais cai sobe os ombros de Al Chan". Sobre o disco o Allmusic comenta que é “cheio de melodias, harmonias soberbas e uma alegria que é raramente ouvida, mesmo no mais pop dos álbums"..."'Must Be a Word' coloca este disco no mapa"...e termina: "uma lufada de pop doce e fresco, que vai satisfazer até os ouvintes mais cínicos". Claudio Sossi (e o Myspace) diz que a música "Trust" é co-escrita com Kyle Vincent. Outra música do disco, "Ink and Paper", é uma cover da banda new wave Modern English. Em 1991 o Vox Pop já não mais existe, com grande parte se reunindo no retorno do The Rubinoos, Paleophonic, no final da década.

## Vídeos
O texto do Myspace cita também a presença de dois vídeos do Vox Pop. O primeiro é uma celebração rap conhecida por "Ringo-a-Go-Go", um tributo a Ringo Starr, com vocais de Tommy Dunbar. O segundo, "Saturday Morning Cartoons", é uma apresentação ao vivo de dezembro de 1989 na matinê do programa de TV de Dick Bright, Cartoon Classics, com escoteiros convidados dançando ao lado da banda.

## Regravações
Muitas músicas do Vox Pop fazem parte, em regravações, do repertório do The Rubinoos após o seu retorno, em 1998. A música "You Don't Know Her" está presente em Paleophonic; "Grey on Grey" está nas coletâneas One Two That's It e HodgePodge; "Must Be a Word" faz parte do disco Automatic Toaster. Já "Saturday Morning Cartoons" fazia parte do disco Basement Tapes, lançado apenas em 1993.

## Relançamento
Em 2000 a gravadora japonesa Air Mail Recordings relança o disco do Vox Pop com outra capa.

## Discografia

### Álbuns de estúdio
- Vox Pop (1998) - Sandbox Records / (2000) - Air Mail Recordings